# تأثير التسميد بثاني أكسيد الكربون
CO2 تأثير التسميد أو تأثير تسميد الكربون هو زيادة معدل التمثيل الضوئي في النباتات التي تنتج عن زيادة مستويات ثاني أكسيد الكربون في الغلاف الجوي. يختلف التأثير تبعًا لأنواع النباتات ودرجة الحرارة وتوافر المياه والمواد الغذائية.  ومع ذلك، تعزيز معدلات التمثيل الضوئي في النباتات بسبب CO2 يتم نقل الإخصاب جزئيًا فقط إلى نمو النبات المعزز. 
من ربع إلى نصف الأراضي المزروعة فالأرض، قد أظهرت خضرة كبيرة على مدى السنوات الـ 35 الماضية بسبب ارتفاع في مستويات ثاني أكسيد الكربون في الغلاف الجوي. 
قد يكون هناك اتجاه ذو صلة وهو ما أطلق عليه اسم «تخضير القطب الشمالي». لقد وجد العلماء أنه مع ارتفاع درجة حرارة الأجزاء الشمالية من الكوكب وزيادة إجمالي ثاني أكسيد الكربون في الغلاف الجوي، حدثت زيادة في نمو النبات في هذه المناطق. 
تشير الدراسات التي أجراها (تريفور كينان) من مختبر لورنس بيركيلي الوطني التابع لوزارة الطاقة (بيركلي لاب) إلى أنه من عام 2002 إلى 2014 ، يبدو أن النباتات قد دخلت حيزًا كبيرًا، وبدأت في سحب كمية أكبر من ثاني أكسيد الكربون من الهواء أكثر مما كانت عليه في السابق. وكانت النتيجة أن المعدل الذي يتراكم فيه ثاني أكسيد الكربون في الغلاف الجوي لم يرتفع خلال هذه الفترة الزمنية، على الرغم من أنه قد نما في السابق بشكل كبير بالتزامن مع تزايد انبعاثات غازات الدفيئة. 

## انخفاض في المعادن والآثار على تغذية الإنسان
الأدلة التجريبية تبين أن زيادة مستويات (CO2) يؤدي إلى انخفاض تركيزات العديد من المعادن في الأنسجة النباتية. مضاعفة (CO2 ) مستويات النتائج إلى انخفاض 8٪ في المتوسط، في تركيز المعادن.  يمكن أن يؤدي انخفاض مستوى المغنيسيوم والكالسيوم والبوتاسيوم والحديد والزنك والمعادن الأخرى في المحاصيل إلى تدهور جودة التغذية البشرية. تقرير الباحثين أن (CO2 ) المستويات المتوقعة في النصف الثاني من هذا القرن من المحتمل أن تقلل من مستويات الزنك والحديد والبروتين في القمح والأرز والبازلاء، وفول الصويا. يعيش حوالي ملياري شخص في بلدان يحصل المواطنون فيها على أكثر من 60 في المائة من الزنك أو الحديد من هذه الأنواع من المحاصيل. تسبب أوجه القصور في هذه العناصر الغذائية بالفعل خسارة تقدر بنحو 63 مليون سنة من العمر.  